# Kai-Uwe von Hassel

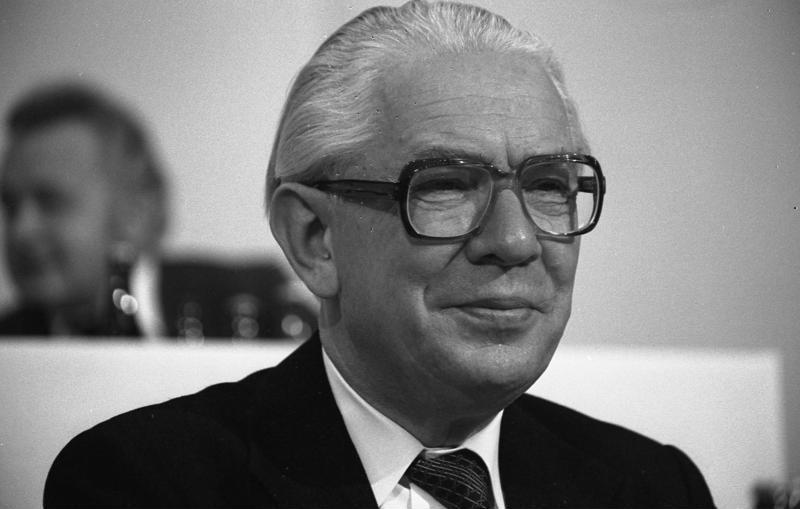
Kai-Uwe von Hassel (1978).

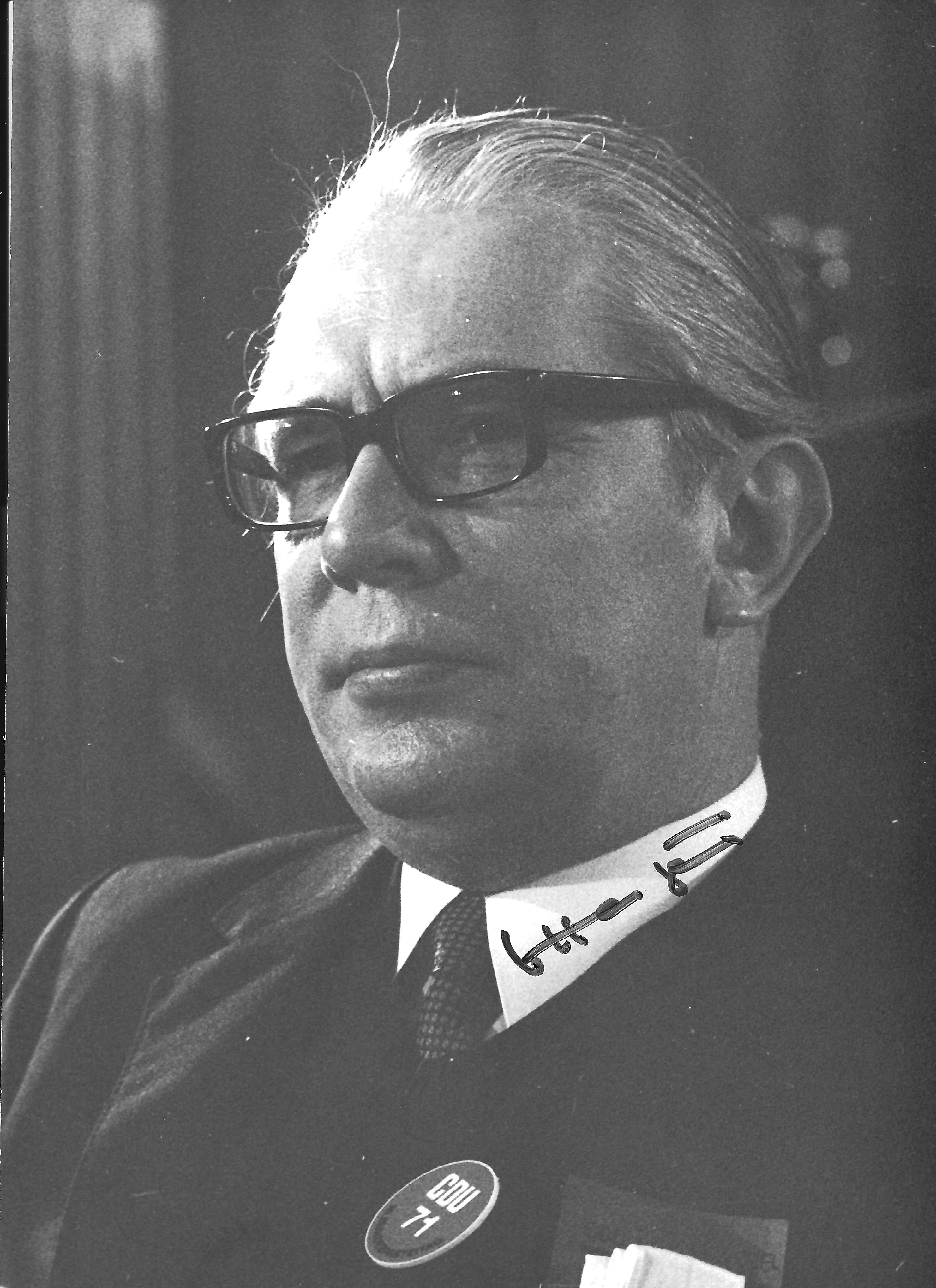
Kai-Uwe von Hassel 1971

Kai-Uwe von Hassel (21 de abril de 1913 - 8 de maio de 1997) foi um político alemão e ministro-presidente do estado de Schleswig-Holstein.